# Necrophilus
Necrophilus es un género de escarabajos carroñeros primitivos de la familia Agyrtidae. Hay al menos tres especies descritas en Necrophilus.
- Necrophilus hydrophiloides Guérin-Méneville, 1835 (escarabajo carroñero marrón plano)
- Necrophilus pettiti Horn, 1880 (pequeño escarabajo carroñero)
- Necrophilus subterraneus (Dahl, 1807)

Necrophilus comprende cinco especies en la región Paleártica. La especie Necrophilus prolongatus fue separado hacia Zeanecrophilus prolongatus. En Europa, sólo está presente el N. subterraneus. Estas raras especies polífagas, documentadas en carroña de ungulados a las que se permite descomponerse por completo demuestran la importancia y la necesidad del suministro y retención regular de carroña en los ecosistemas forestales. Esto se puede lograr fácilmente exponiendo los cadáveres de corzos adquiridos automáticamente a partir de colisiones entre vehículos y animales salvajes locales.

## Descripción
N. subterraneus se encuentra en las montañas de Europa Central, es activo en verano y a veces se encuentra en carroña u otra materia en descomposición, pero es nocturno y un conocido especialista en alimentarse de caracoles muertos. Las especies restantes de Necrophilus, procedentes de Asia, son raras y se conocen sólo de una o unas pocas colecciones, especialmente en trampas de carroña. Los adultos y las larvas de las especies Necrophilus se alimentan directamente de la carroña, estiércol, caracoles muertos u otras materias en descomposición que les atraen; sus entrañas suelen contener una gran cantidad de dicho material.
Las etapas inmaduras de las especies de Necrophilus son las más estudiadas de todos los agírtidos. En 1886 Friederich Wilhelm Zopf proporcionó sólo descripciones textuales de las larvas y pupas de N. subterraneus, pero Peter Zwick cien años después describió e ilustró estas etapas en detalle. Frank Ellsworth Blaisdell en 1901 describió e ilustró cuidadosamente la pupa de N. hydrophiloides, mientras que Alfred Francis Newton en 1991 ilustró varios caracteres hirval de esta especie y de N. pettitii.